# 釧路連隊区
釧路連隊区（くしろれんたいく）は、大日本帝国陸軍の連隊区の一つ。前身は根室大隊区である。名称は根室連隊区を経て釧路連隊区となった。北海道の一部地域の徴兵・召集等兵事事務を取り扱った。実務は釧路連隊区司令部が執行した。1945年（昭和20年）、同域に釧路地区司令部が設けられ、地域防衛体制を担任した。

## 沿革
1894年（明治27年）10月19日の大隊区司令部条例改正（明治27年勅令第178号）により根室大隊区が設置され、第7師管第14旅管に属した。また、同時に改正された「陸軍管区表」（明治27年勅令第177号）により、管轄区域が定められた。
1896年（明治29年）4月1日、根室大隊区は連隊区司令部条例（明治29年勅令第56号）によって根室連隊区に改組され、旅管が廃止となり引き続き第7師管に属した。管轄区域に廃止された釧路大隊区の区域を編入した。
1898年（明治31年）4月1日、連隊区司令部条例改正（明治31年3月8日勅令第35号）により釧路連隊区に改称され、旭川連隊区の新設などに伴い管轄区域が大幅に変更された。同年4月29日、司令部は釧路国釧路郡米町12番地に移転した。1899年5月21日、司令部は釧路国釧路浦見町の新築庁舎に移転した。
1903年（明治36年）2月14日、改正された「陸軍管区表」（明治36年勅令第13号）が公布となり、再び旅管が採用され連隊区は第7師管第14旅管に属した。
日本陸軍の内地19個師団体制に対応するため陸軍管区表が改正（明治40年9月17日軍令陸第3号）され、1907年（明治40年） 10月1日、全国的に管轄区域の大幅な変更が実施されたが、北海道についてはほとんど変更がなかった。
1925年（大正14年）4月6日、日本陸軍の第三次軍備整理に伴い陸軍管区表が改正（大正14年軍令陸第2号）され、同年5月1日、旅管は廃され引き続き第7師管の所属となった。
1940年（昭和15年）8月1日、釧路連隊区は北部軍管区旭川師管に属することとなった。ただし、北部軍管区を管轄とする北部軍司令部が設置される同年12月2日まで、北部軍管区に関する事項は施行が延期された。1945年には作戦と軍政の分離が進められ、軍管区・師管区に司令部が設けられたのに伴い、同年3月24日、連隊区の同域に地区司令部が設けられた。地区司令部の司令官以下要員は連隊区司令部人員の兼任である。同年4月1日、旭川師管は旭川師管区と改称された。

## 管轄区域の変遷
1894年10月19日、根室大隊区が設置され、管轄区域が次のとおり定められた。
- 北海道

根室郡・花咲郡・野付郡・標津郡・目梨郡（根室国） 網走郡・斜里郡・常呂郡・紋別郡（北見国）  色丹郡・得撫郡・新知郡・占守郡・国後郡・振別郡・択捉郡・蘂取郡・紗那郡（千島国）
1896年4月1日、連隊区へ改組された際、旧釧路大隊区から釧路国区域を編入し、次のとおり管轄区域が定められた。
- 北海道

根室郡・花咲郡・野付郡・標津郡・目梨郡（根室国） 網走郡・斜里郡・常呂郡・紋別郡（北見国） 厚岸郡・釧路郡・阿寒郡・川上郡・白糠郡・足寄郡（釧路国） 色丹郡・得撫郡・新知郡・占守郡・国後郡・振別郡・択捉郡・蘂取郡・紗那郡（千島国）
1898年4月1日、根室連隊区は釧路連隊区に改称し、十勝連隊区の廃止、旭川連隊区の新設により管轄区域が次のとおり変更された。旭川連隊区へ北見国区域を移管し、旧十勝連隊区から十勝国区域を編入した。
根室郡・花咲郡・野付郡・標津郡・目梨郡（根室国）広尾郡・当縁郡・中川郡・十勝郡・河西郡・河東郡・上川郡（十勝国） 釧路郡・厚岸郡・阿寒郡・川上郡・白糠郡・足寄郡（釧路国）色丹郡・得撫郡・新知郡・占守郡・国後郡・振別郡・択捉郡・蘂取郡・紗那郡（千島国）
1907年10月1日、十勝国当縁郡が前年4月に廃止されたため区域から削除した。
1920年（大正9年）8月10日、旭川連隊区から北見国網走郡・斜里郡・常呂郡・紋別郡を編入した。1923年（大正12年）3月31日、管轄区域に釧路国釧路市を追加した。この時点での管轄区域は次のとおり。
- 北海道

根室郡・花咲郡・野付郡・標津郡・目梨郡（根室国）広尾郡・中川郡・十勝郡・河西郡・河東郡・上川郡（十勝国） 釧路市・厚岸郡・釧路郡・阿寒郡・川上郡・白糠郡・足寄郡（釧路国）色丹郡・得撫郡・新知郡・占守郡・国後郡・振別郡・択捉郡・蘂取郡・紗那郡（千島国）網走郡・斜里郡・常呂郡・紋別郡（北見国）
1925年5月1日、北海道に関して管轄区域の表記を、次のとおり市と支庁によるものに変更した。
- 北海道

釧路市・河西支庁・網走支庁・釧路国支庁・根室支庁
1932年（昭和7年）10月29日、支庁の改称により河西支庁を十勝支庁に変更した。1934年（昭和9年）3月7日、帯広市を区域に加えた。
1943年（昭和18年）1月16日、北見市を加え、最終の管轄区域が次のとおりとなった。
- 北海道

釧路市・帯広市・北見市・十勝支庁・網走支庁・釧路国支庁・根室支庁

## 司令官
根室大隊区
- 小泉正保 歩兵少佐：1895年6月6日[18] -

根室連隊区
釧路連隊区
- 野崎貞次 歩兵中佐：1898年4月1日 - 1903年4月1日
- 徳江重隆 歩兵少佐：1903年4月1日 -
- 大塚嘉輝 歩兵中佐：1908年12月21日 - 1909年10月9日
- 鎌田宗八 歩兵少佐：1909年10月9日 - 1912年3月8日
- 庄田達次郎 歩兵中佐：1912年3月8日 - 1915年1月25日
- 中村安喜 歩兵中佐：1915年1月25日 - 1916年8月18日
- 田村乙吉 歩兵中佐：1916年8月18日 - 1917年8月6日
- 羽入三郎 歩兵中佐：1917年8月6日 - 1920年8月10日[19]
- 高島已作 歩兵中佐：1920年8月10日[19] -
- 恵藤不二雄 歩兵大佐：不詳 - 1923年8月6日[20]
- 中村勉作 歩兵大佐：1923年8月6日[20] - 1924年12月15日[21]
- 西良太郎 歩兵大佐：1924年12月15日[21] -
- 斎藤春三 歩兵大佐：1931年8月1日 - 1933年3月18日[22]
- 的野憲三郎 大佐：1942年3月2日 - 1944年6月5日[23]

釧路連隊区兼釧路地区司令官
- 助川静二 予備役陸軍少将：1945年3月31日[24] -